# Sport União Sintrense
L'Sport União Sintrense és un club de futbol portuguès amb seu a Sintra, que juga al Campeonato de Portugal, la quarta divisió del futbol portuguès. El club va ser fundat el 7 d'octubre de 1911. Juga a l'Estadio do Sport União Sintrense, amb una capacitat de 2800 espectadors.

## Exjugadors destacats
- Nelson Semedo
- Martin Kuittinen